# Steyermarkina
Steyermarkina là một chi thực vật có hoa trong họ Cúc (Asteraceae).

## Loài
Chi Steyermarkina gồm các loài: